# Sessea dependens
Sessea dependens är en potatisväxtart som beskrevs av Hipólito Ruiz López och Pav. Sessea dependens ingår i släktet Sessea och familjen potatisväxter. Inga underarter finns listade i Catalogue of Life.